# Valenciai nyelv
A valenciai nyelv vagy valenciai katalán nyelv egyrészt a hagyományos, másrészt a hivatalos elnevezése a katalán nyelvnek Valencia autonóm közösségben. A lakosság java része külön nyelvnek tekinti és anyanyelvének vallja a valenciait, a közösség alapokmánya is ebben jelöli meg a terület nyelvét. Az Academia Valenciana de la Llengua, amelyet a valenciai parlament hozott létre 1998-ban a nyelv szabályozásával foglalkozik. Ez ellenzi az általános katalán irodalmi nyelv használatát és a valenciai irodalmi nyelvbe igyekszik minél több nyelvjárási jellegzetességet felvenni. Ez viszont nem eredményez a katalántól különösebben távol álló nyelvet. A helyzetet leginkább a mai horvát, montenegrói, szerb és bosnyák nyelvek közötti különbségekhez lehetne hasonlítani, ahol a rendszerváltás óta eltelt időben a nyelvészek a nyelvjárásokból beépített elemekkel próbálják különállóvá tenni nyelveiket (Horvátországban a legjobb eséllyel, mert ott még maradtak érintetlen, sajátságos dialektusok), de az említett nyelvek közötti különbségek még így is minimálisak maradtak és lényegében kölcsönösen érthetőek.
Tehát valenciai nyelvről még kevéssé beszélhetünk, sokkal inkább valenciai nyelvjárásról. Tirant lo Blanch lovagköltőt tartják a valenciaiak irodalmuk atyjának, aki valóban valenciai elemeket tartalmazó katalán nyelven írt. Lo Blanchra ugyanakkor a katalánok is mint nagy költőjükre tekintenek, művei a katalán nyelv normáinak ugyanúgy megfelelnek. Területi szempontból legközelebbi rokona az okcitán nyelvnek.
1477 és 1478 körül került kiadásba a Valenciai Biblia, amelyből mindössze egy lap maradt fenn. A szerzője Bonifaci Ferrer volt, művére is szintén mint a valenciai írott nyelv alapjára tekintenek, de ennek az irodalmi műnek a szövege is azonosítható a korabeli katalán szövegekkel.
Valencia a középkorban még önálló királyság volt, s napjainkban is akadnak, akik a terület teljes függetlenségét óhajtják. Részben ebben is gyökerezik a valenciai nyelv fogalma.

## Hivatalos státusza
A valenciai nyelvet Spanyolország alkotmányában és a Valenciai autonóm közösség alapokmányában is rögzítették. A törvényhozás a rendelkezéseit valenciai nyelven hozza és az oktatásban is tanított nyelv a valenciai.
Az okmány a következőképp határozza meg a valenciai státuszát:
- A valenciai nyelv a Valenciai autonóm közösség nyelve
- A valenciai a közösség hivatalos nyelve a spanyol mellett, amely az egész ország hivatalos nyelve. Mindenkinek joga ismerni és használni, ennek megfelelően valenciai nyelvű oktatást is biztosítanak a számára.
- A nyelve miatt senkit sem érhet diszkrimináció.
- Különleges védelmet és tiszteletet biztosítanak arra, hogy a korábban elnyomott nyelv visszakapja régi helyét.
- Az Academia Valenciana de la Llengua a valenciai nyelv normatív intézménye.

A törvénykezésben és az oktatásban meg van a valenciai szerepe, természetes kétnyelvűségben a spanyollal. Használatára ügyel a valenciai közigazgatási és igazságszolgáltatási rendszer, s ahol a polgárok az elöljáró előtt is használhatják.
Bár Spanyolország az Európai Unió tagja, de az csak a katalán nyelvet ismeri el kisebbségi nyelvként, a valenciait nem.

## Területi megoszlása és használata
A valenciait az egész közösségben beszélik, de különböző mértékben. A közösség területén kívül Murcia régióban is beszéli csekély számú lakosság, itt azonban hivatalosan nem ismerik el. 2010-ben a Servei d’Investigació i Estudis Sociolingüístics közzétett egy tanulmányt, amely 6,600 embernél mérte fel Castellón, Valencia és Alicante tartományokban, milyen szinten beszélnek valenciaiul.
- A megkérdezettek majdnem fele, 48,5% százalék mondta, hogy tökéletesen beszélik a valenciait.
- 26,2%-uk felelte, hogy írásban is tökéletesen, vagy elég jól alkalmazza a valenciait.
- 31,6% mondta, hogy a valenciai nyelv a leggyakrabban használt nyelv otthonaikban.
- 28%-uk a személyes társalgásokban a valenciait jelölte meg.
- Az üzleti és hivatalos életben 24,7%-uk használ állandóan valenciait.

A hivatalos felmérések ellenére más tapasztalatok azt mutatják, hogy a valenciai nyelv, bár általánosan használt Valencia régióban, mégis a lakosság másik fele nem igazán használja. Még azokon a területeken is, amelyeket a statisztikák a legerősebb bázisoknak akarnak beállítani, igen gyakran kasztíliai spanyolt használnak a valenciai nyelv helyett.
2008 óta ráadásul csökken a valenciai nyelv beszélőinek a száma. Ez legfőképp a két legnagyobb városban, Valenciában és Alicantéban jelentkezik. Az adatokat összevetve 1993 és 2006 között tíz százalékkal csökkent a valenciai nyelv beszélőinek száma (ez a katalán nyelv beszélői számának csökkenését is jelenti). Ennek legfőbb okozója, hogy sok bevándorló érkezik a közösségbe, akik nem ismerik a helyi nyelvet, hanem kasztíliai spanyolt használnak. A közösség vezetői azonban igyekeznek a bevándorlókat is rábírni a valenciai nyelv használatára. Egyesek számára vonzó is a valenciai.

## Nyelvjárásai
- Ún. átmeneti valenciai (valencià de transició vagy tortosí): Castellón tartományban (Benicarló, Vinaròs vidéke). Matarranya és Aragón környéke Teruel tartományban, Tarragona tartományban Tortosa környékén.
- Északi valenciai (valencià septentrional vagy castellonenc): Castellón de la Plana városának vidékén
- Közép-Valenciai (valencià central vagy apitxat: Valencia vidékén.
- Dél-valenciai (valencià meridional): a valenciai irodalmi nyelv alapja
- Alicantéi nyelvjárás (valencià alacantí)

## Jellemzői
A valenciai nyelv számos tulajdonsága a katalánnal egyezik. Többek között a fonetika az, amely szinte semmiben nem tér el a katalántól.
Az egyes felerősített különbségekre, amelyek a valenciai irodalmi nyelvben szerepelnek, találhatunk megfelelőket más katalán nyelvjárásokban, amelyeket a katalán sztenderd nem vett fel.
Szókészletében is szintén minimálisak a különbségek a katalánnal. A sztenderd valenciai jellegzetes szókincsének mondottakra is akadnak példák a baleári és szárazföldi katalán dialektusokban.